# I Origins
I Origins és una pel·lícula estatunidenca dramàtica de ciència-ficció, escrita i dirigida per Mike Cahill. Es tracta d'un producció independent, que es va estrenar l'any 2014. Va ser premiada en diferents festivals, com el Festival de Sundance de 2014 i en el Festival de Cinema Fantàstic de Sitges de 2014. Posteriorment, va ser distribuïda per Fox Searchlight Pictures.

## Argument
Ian Gray (Michael Pitt) és un biòleg molecular especialitzat en l'evolució de l'ull, obsessionat en desacreditar la teoria del disseny intel·ligent. Una nit coneix a Sofi (Àstrid Bergès-Frisbey), una misteriosa dona que té un iris multicolor. Tanmateix, després de tenir sexe, desapareix. Ian no podrà deixar de pensar en ella fins que una estranya casualitat fa que la torni a localitzar. A partir d'aquí, començaran a tenir una relació amorosa. Ian la voldrà introduir a les seves investigacions, però Sofi se sentirà incòmode. Ella es mostra més espiritual i rebutja les experimentacions que fa al laboratori.
Anys més tard, Ian està aparellat amb la seva companya de laboratori Karen (Brit Marling). La recerca que duu a cap, el porta a fer un descobriment excepcional que el portarà a replantejar-se les seves doctrines i a revisitar el seu passat amb Sofi.

## Repartiment
- Michael Pitt: Ian Gray

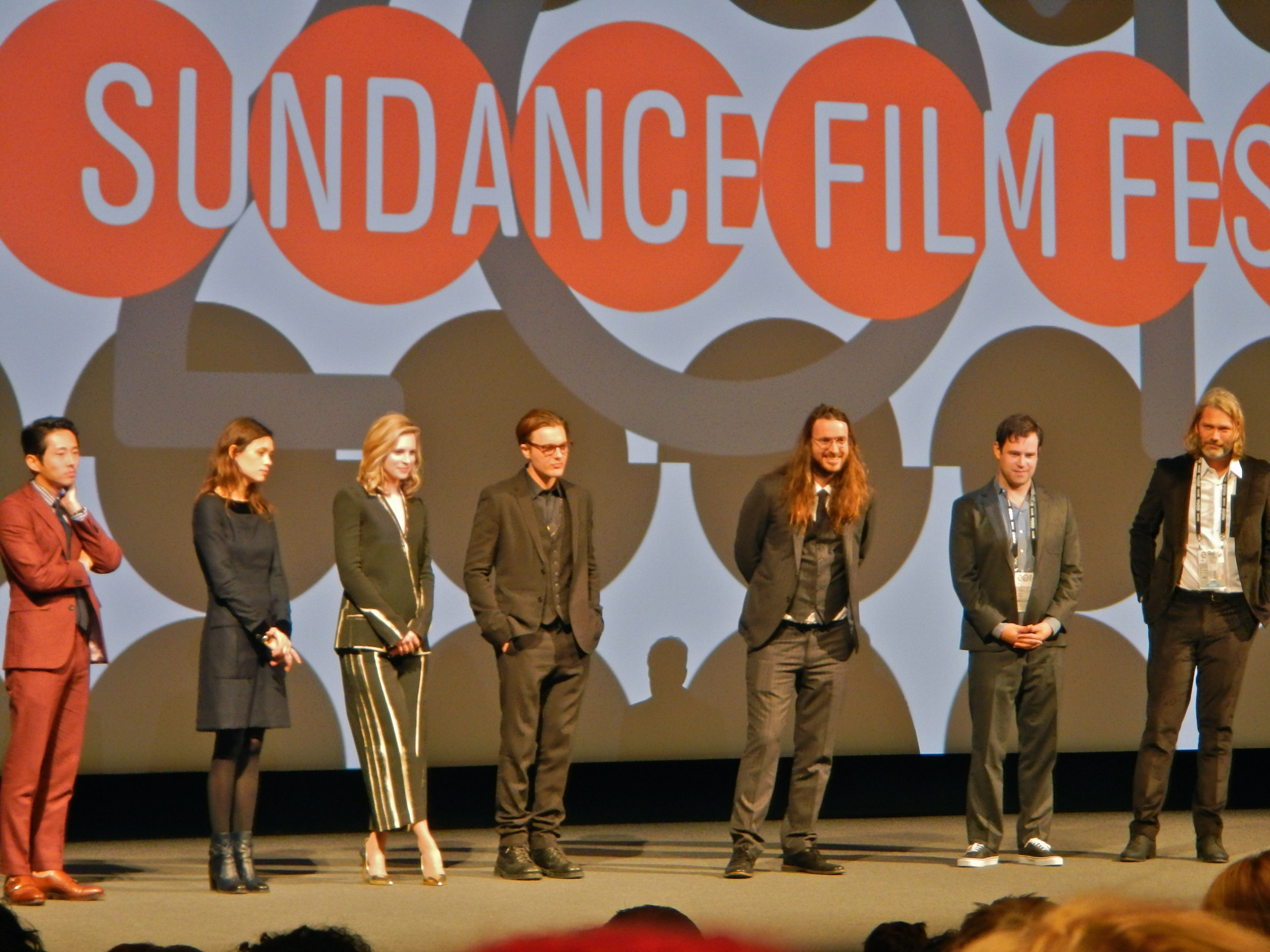
Repartiment de "I Origins"

- Astrid Bergès-Frisbey: Sofi Elizondo
- Brit Marling: Karen
- Steven Yeun: Kenny
- Archie Panjabi: Priya Varma
- Cara Seymour: Jane Simmons
- Venida Evans: Margaret Dairy
- William Mapother: Darryl Mackenzie

## Premis
- Premi a Millor Pel·lícula al Festival de Cinema Fantàstic de Sitges (2014)
- Premi Alfred P. Sloan al Festival de Sundance (2014), al millor film de temàtica científica-tècnica.

## Crítica
- "Una obra tan exquisida en el formal com a astuta en la seva concepció. (...) Puntuació: ★★★ (sobre 5)"[2]
- "'I Origins' és una vigorosa aventura, un treball reflexiu que aconsegueix un excepcional equilibri entre els aspectes intel·lectuals i emocionals de la seva inusual història"[3]